# Erwin Heijink
Erwin Heijink (19 oktober 1981) is een Nederlandse oud-voetballer die tijdens zijn profloopbaan uitsluitend voor VVV speelde.

## Loopbaan
Heijink doorliep de jeugdopleiding van PSV alvorens hij in 2000 de overstap naar VVV maakte. Daar debuteerde de verdediger in het eerste elftal op 14 augustus 2001, in een met 3-2 gewonnen bekerwedstrijd tegen Bennekom. Drie dagen later, op 17 augustus 2001, maakte hij ook zijn competitiedebuut bij VVV in een met 2-4 verloren thuiswedstrijd tegen BV Veendam. Na afloop van dat seizoen verliet Heijink het betaald voetbal. Hij vertrok naar de amateurs van Bergeijk en speelde later ook nog Rood-Wit Veldhoven, waarna hij terugkeerde bij Bergeijk.

## Clubstatistieken
| Seizoen         | Club            | Competitie      | Competitie | Competitie | Beker | Beker | Nacompetitie | Nacompetitie | Totaal | Totaal |
| Seizoen         | Club            | Competitie      | Wed.       | Dlp.       | Wed.  | Dlp.  | Wed.         | Dlp.         | Wed.   | Dlp.   |
| --------------- | --------------- | --------------- | ---------- | ---------- | ----- | ----- | ------------ | ------------ | ------ | ------ |
| 2001/02         | VVV             | Eerste divisie  | 1          | 0          | 2     | 0     | —            | —            | 3      | 0      |
| Carrière totaal | Carrière totaal | Carrière totaal | 1          | 0          | 2     | 0     | 0            | 0            | 3      | 0      |